# Slet čarodějnic
Slet čarodějnic (v originále Akelarre) je španělský historický film režiséra Pabla Agüera odehrávající se v sedmnáctém století. Hrají v něm například Àlex Brendemühl, Amaia Aberasturi a Daniel Chamorro. Světová premiéra filmu proběhla 19. září 2020 na Mezinárodním filmovém festivalu v San Sebastiánu.

## Pozadí
Film byl původně oznámen v září 2017 na 65. ročníku Mezinárodním filmovém festivalu v San Sebastiánu. V červenci 2018 bylo oznámeno, že bude snímek natáčen v únoru 2019 na různých místech v Baskicku. Později bylo datum přesunuto s tím, že se s filmováním začne 6. května 2019. Tehdy také natáčení začalo, přičemž oznámeno bylo, že bude trvat celkem sedm týdnů až do 22. června. Dne 29. června 2019 bylo oznámeno zdárné dokončení jeho natáčení.